# شهرستان فرب
شهرستان فَرَب (به ترکمنی:‌Farap etraby، فاراپ اطرابیٛ) یک شهرستان‌ منحل شده در استان لب آب کشور ترکمنستان است.
ٔدر برخی نقشه‌ها و منابع فارسی، نام شهرستان فاراب نیز استفاده می‌شود.
مرکز این شهرستان شهر فَرَب بود.
این شهرستان در تاریخ ۹ نوامبر ۲۰۲۲، با قرار مجلس ترکمنستان، منحل شده و اراضی آن به شهرستان چهارجوی واگذار شد.